# Lengyel férfi kézilabda-bajnokság (első osztály)
Az Ekstraklasa a legmagasabb osztályú lengyel férfi kézilabda-bajnokság. A bajnokságot 1955 óta rendezik meg, de nagypályán már korábban is volt országos bajnokság. Jelenleg tizennégy csapat játszik a bajnokságban, a legeredményesebb klub a KS Vive Tauron Kielce, a címvédő a Wisła Płock.

## Nagypályás bajnokságok
| Év   | 1. hely                | 2. hely                   | 3. hely                                    |
| ---- | ---------------------- | ------------------------- | ------------------------------------------ |
| 1930 | Cracovia Kraków        | Pogoń Katowice            |                                            |
| 1931 | Azoty Chorzów          | Warta Poznań              | Sokół Kraków                               |
| 1932 | –                      |                           |                                            |
| 1933 | Cracovia Kraków        | Azoty Chorzów             | Zjednoczenie Łódź                          |
| 1934 | Pogoń Katowice         | Pole Zachodnie Chorzów    | Zjednoczenie Łódź és Jagiellonia Białystok |
| 1935 | Pogoń Katowice         | KPW Poznań                | Azoty Chorzów                              |
| 1936 | Azoty Chorzów          | Warta Poznań              | KPW Poznań                                 |
| 1937 | KPW Poznań             | AZS Lwów                  | Pogoń Katowice                             |
| 1938 | KPW Poznań             | AZS Warszawa              | Cracovia Kraków                            |
| 1939 | ŁKS Łódź               | Pogoń Katowice            | AZS Warszawa                               |
| 1940 | –                      |                           |                                            |
| 1941 | –                      |                           |                                            |
| 1942 | –                      |                           |                                            |
| 1943 | –                      |                           |                                            |
| 1944 | –                      |                           |                                            |
| 1945 | –                      |                           |                                            |
| 1946 | KKS Poznań             | AZS Warszawa              | ŁKS Łódź                                   |
| 1947 | AKS Chorzów            | KKS Poznań                | Pogoń Katowice                             |
| 1948 | AKS Chorzów            | Chrobry Groszowice        | Warta Poznań                               |
| 1949 | AKS Chorzów            | Chrobry Groszowice        | ŁKS-Włókniarz Łódź                         |
| 1950 | Budowlani Chorzów      | Budowlani Groszowice      | ŁKS-Włókniarz Łódź                         |
| 1951 | Budowlani Chorzów      | Stal Kuźnia Raciborska    | Budowlani Groszowice                       |
| 1952 | Budowlani Chorzów      | Stal Kuźnia Raciborska    | AZS Katowice                               |
| 1953 | Budowlani Chorzów      | Stal Kuźnia Raciborska    | AZS Katowice                               |
| 1954 | Stal Kuźnia Raciborska | Budowlani Chorzów         | AZS Katowice                               |
| 1955 | AZS Katowice           | Stal Kuźnia Raciborska    | Gwardia Gdańsk                             |
| 1956 | Stal Kuźnia Raciborska | Budowlani Groszowice      | Gwardia Gdańsk                             |
| 1957 | Śląsk Wrocław          | AZS Katowice              | Sparta Katowice                            |
| 1958 | Śląsk Wrocław          | Stal Kuźnia Raciborska    | Budowlani Groszowice                       |
| 1959 | Comet Szczepanowice    | Stal Kuźnia Raciborska    | Śląsk Wrocław                              |
| 1960 | –                      |                           |                                            |
| 1961 | Śląsk Wrocław          | Orzeł Szczepanowice       | Budowlani Groszowice                       |
| 1962 | Śląsk Wrocław          | Górnik Iskra Siemianowice | Orzeł Szczepanowice                        |
| 1963 | Śląsk Wrocław          | Gwardia Opole             | Stal Kuźnia Raciborska                     |
| 1964 | Śląsk Wrocław          | Górnik Iskra Siemianowice | Stal Kuźnia Raciborska                     |
| 1965 | Śląsk Wrocław          | Gwardia Opole             | AKS Chorzów                                |
| 1966 | Śląsk Wrocław          | Gwardia Opole             | AKS Chorzów                                |

## Kispályás bajnokságok
| Év   | 1. hely           | 2. hely              | 3. hely                |
| ---- | ----------------- | -------------------- | ---------------------- |
| 1955 | Sparta Katowice   | Zryw Gdańsk          | AZS Wrocław            |
| 1956 | Sparta Katowice   | Gwardia Gdańsk       | Stal Kuźnia Raciborska |
| 1957 | Sparta Katowice   | Zwierzyniecki Kraków | Śląsk Wrocław          |
| 1958 | Śląsk Wrocław     | Sparta Katowice      | Wybrzeże Gdańsk        |
| 1959 | Sparta Katowice   | Wybrzeże Gdańsk      | Start Gniezno          |
| 1960 | Sparta Katowice   | Wybrzeże Gdańsk      | AZS Katowice           |
| 1961 | Śląsk Wrocław     | Sparta Katowice      | AZS Katowice           |
| 1962 | Śląsk Wrocław     | Sparta Katowice      | AZS Katowice           |
| 1963 | Śląsk Wrocław     | AZS Katowice         | Sparta Katowice        |
| 1964 | AZS Katowice      | Sparta Katowice      | Gwardia Opole          |
| 1965 | Śląsk Wrocław     | Spójnia Gdańsk       | Wybrzeże Gdańsk        |
| 1966 | Wybrzeże Gdańsk   | Śląsk Wrocław        | Spójnia Gdańsk         |
| 1967 | Śląsk Wrocław     | Wybrzeże Gdańsk      | Pogoń Zabrze           |
| 1968 | Spójnia Gdańsk    | Wybrzeże Gdańsk      | Śląsk Wrocław          |
| 1969 | Spójnia Gdańsk    | Śląsk Wrocław        | Wybrzeże Gdańsk        |
| 1970 | Spójnia Gdańsk    | Śląsk Wrocław        | Grunwald Poznań        |
| 1971 | Grunwald Poznań   | Śląsk Wrocław        | Anilana Łódź           |
| 1972 | Śląsk Wrocław     | Grunwald Poznań      | Anilana Łódź           |
| 1973 | Śląsk Wrocław     | Spójnia Gdańsk       | Grunwald Poznań        |
| 1974 | Śląsk Wrocław     | Spójnia Gdańsk       | Anilana Łódź           |
| 1975 | Śląsk Wrocław     | Stal Mielec          | Anilana Łódź           |
| 1976 | Śląsk Wrocław     | Pogoń Zabrze         | Pogoń Szczecin         |
| 1977 | Śląsk Wrocław     | Anilana Łódź         | Grunwald Poznań        |
| 1978 | Śląsk Wrocław     | Hutnik Kraków        | Anilana Łódź           |
| 1979 | Hutnik Kraków     | Pogoń Zabrze         | Śląsk Wrocław          |
| 1980 | Hutnik Kraków     | Śląsk Wrocław        | Korona Kiece           |
| 1981 | Hutnik Kraków     | Wybrzeże Gdańsk      | Śląsk Wrocław          |
| 1982 | Śląsk Wrocław     | Wybrzeże Gdańsk      | Anilana Łódź           |
| 1983 | Anilana Łódź      | Wybrzeże Gdańsk      | Śląsk Wrocław          |
| 1984 | Wybrzeże Gdańsk   | Anilana Łódź         | Hutnik Kraków          |
| 1985 | Wybrzeże Gdańsk   | Anilana Łódź         | Pogoń Zabrze           |
| 1986 | Wybrzeże Gdańsk   | Anilana Łódź         | Śląsk Wrocław          |
| 1987 | Wybrzeże Gdańsk   | Anilana Łódź         | Pogoń Zabrze           |
| 1988 | Wybrzeże Gdańsk   | Pogoń Zabrze         | Śląsk Wrocław          |
| 1989 | Pogoń Zabrze      | Wybrzeże Gdańsk      | Śląsk Wrocław          |
| 1990 | Pogoń Zabrze      | Wybrzeże Gdańsk      | Wisła Płock            |
| 1991 | Wybrzeże Gdańsk   | Grunwald Poznań      | Wisła Płock            |
| 1992 | Wybrzeże Gdańsk   | Petrochemia Płock    | Pogoń Szczecin         |
| 1993 | Iskra Kielce      | Petrochemia Płock    | KS Warszawianka        |
| 1994 | Iskra Kielce      | KS Warszawianka      | Petrochemia Płock      |
| 1995 | Petrochemia Płock | Iskra Kielce         | Śląsk Wrocław          |
| 1996 | Iskra Kielce      | Petrochemia Płock    | Śląsk Wrocław          |
| 1997 | Śląsk Wrocław     | Petrochemia Płock    | Iskra Kielce           |
| 1998 | Iskra Kielce      | Śląsk Wrocław        | Petrochemia Płock      |
| 1999 | Iskra Kielce      | Petrochemia Płock    | KS Warszawianka        |
| 2000 | Wybrzeże Gdańsk   | Petrochemia Płock    | Śląsk Wrocław          |
| 2001 | Wybrzeże Gdańsk   | Wisła Płock          | Iskra Kielce           |
| 2002 | Wisła Płock       | KS Warszawianka      | Śląsk Wrocław          |
| 2003 | Iskra Kielce      | Wisła Płock          | Śląsk Wrocław          |
| 2004 | Wisła Płock       | Iskra Kielce         | Śląsk Wrocław          |
| 2005 | Wisła Płock       | Zagłębie Lubin       | Iskra Kielce           |
| 2006 | Wisła Płock       | Chrobry Głogów       | Zagłębie Lubin         |
| 2007 | Zagłębie Lubin    | Wisła Płock          | Iskra Kielce           |
| 2008 | Wisła Płock       | Zagłębie Lubin       | Iskra Kielce           |
| 2009 | Iskra Kielce      | Wisła Płock          | MMTS Kwidzyn           |
| 2010 | Iskra Kielce      | MMTS Kwidzyn         | Wisła Płock            |
| 2011 | Wisła Płock       | Iskra Kielce         | MMTS Kwidzyn           |
| 2012 | Iskra Kielce      | Wisła Płock          | Stal Mielec            |
| 2013 | Iskra Kielce      | Wisła Płock          | MMTS Kwidzyn           |
| 2014 | Iskra Kielce      | Wisła Płock          | Górnik Zabrze          |
| 2015 | Iskra Kielce      | Wisła Płock          | Azoty Puławy           |
| 2016 | Iskra Kielce      | Wisła Płock          | Azoty Puławy           |
| 2017 | Iskra Kielce      | Wisła Płock          | Azoty Puławy           |
| 2018 | Iskra Kielce      | Wisła Płock          | Azoty Puławy           |
| 2019 | Iskra Kielce      | Wisła Płock          | Gwardia Opole          |
| 2020 | Iskra Kielce      | Wisła Płock          | Górnik Zabrze          |
| 2021 | Iskra Kielce      | Wisła Płock          | Azoty Puławy           |
| 2022 | Iskra Kielce      | Wisła Płock          | Azoty Puławy           |
| 2023 | Iskra Kielce      | Wisła Płock          | Górnik Zabrze          |
| 2024 | Wisła Płock       | Iskra Kielce         | Górnik Zabrze          |
| 2025 | Wisła Płock       | Iskra Kielce         | Ostrovia Ostrów        |

## Lásd még
- Lengyel női kézilabda-bajnokság (első osztály)